# Le Charme
Le Charme és un municipi francès, situat al departament del Loiret i a la regió de Centre – Vall del Loira, regat per l'Aveyron. L'any 2019 tenia 156 habitants.

## Demografia
El 2007 la població de fet de Le Charme era de 143 persones. Hi havia 63 famílies, de les quals 20 eren unipersonals. Hi havia 111 habitatges: 66 habitatges principals, 36 eren segones residències i 8 desocupats.

## Economia
El 2007 la població en edat de treballar era de 91 persones, 67 eren actives i 24 eren inactives. Hi havia una empresa de construcció, una de comerç i reparació d'automòbils i una d'hostatgeria i restauració.
L'any 2000 hi havia 11 explotacions agrícoles que conreaven un total de 791 hectàrees.